# Rexona Cup 1996
Rexona Cup 1996 — жіночий тенісний турнір, що проходив на відкритих кортах з ґрунтовим покриттям Am Rothenbaum у Гамбургу (Німеччина). Належав до турнірів 2-ї категорії в рамках Туру WTA 1996. Тривав з 29 квітня до 5 травня 1996 року. Перша сіяна Аранча Санчес Вікаріо здобула титул в одиночному розряді.

## Фінальна частина

### Одиночний розряд
Аранча Санчес Вікаріо —  Кончіта Мартінес 4–6, 7–6, 6–0
- Для Санчес Вікаріо це був 6-й титул за сезон і 68-й — за кар'єру.

### Парний розряд
Аранча Санчес Вікаріо /  Бренда Шульц-Маккарті —  Джиджі Фернандес /  Мартіна Хінгіс 4–6, 7–6, 6–4
- Для Санчес Вікаріо це був 7-й титул за сезон і 69-й — за кар'єру. Для Шульц-Маккарті це був 4-й титул за сезон і 13-й — за кар'єру.